# Kalša
Kalša (em alemão: Kalscha; em húngaro: Kenyhec) é um município da Eslováquia, situado no distrito de Košice-okolie, na região de Košice. Tem 4,63 km² de área e sua população em 2018 foi estimada em 747 habitantes.

## Demografia
| Ano:        | 1994 | 2004   | 2014   | 2024   |
| ----------- | ---- | ------ | ------ | ------ |
| Broj ljudi: | 695  | 714    | 721    | 747    |
| Razlika:    |      | +2,73% | +0,98% | +3,60% |

| Ano:               | 2023 | 2024   |
| ------------------ | ---- | ------ |
| Número de pessoas: | 748  | 747    |
| Diferença:         |      | -0,13% |